# Torata (El Oro)
Torata ist eine Ortschaft und eine Parroquia rural („ländliches Kirchspiel“) im Kanton Santa Rosa der ecuadorianischen Provinz El Oro. Die Parroquia besitzt eine Fläche von 65,34 km². Die Einwohnerzahl lag im Jahr 2010 bei 1953.

## Lage
Die Parroquia Torata liegt in den westlichen Ausläufern der Cordillera Occidental im Südwesten von Ecuador. Das Areal umfasst das Quellgebiet des Río Santa Rosa. Der etwa 300 m hoch gelegene Hauptort Torata befindet sich 18,5 km südsüdöstlich vom Kantonshauptort Santa Rosa. Die Fernstraße E50 (Arenillas–Loja) führt an Torata vorbei.
Die Parroquia Torata grenzt im Nordosten und im Osten an die Parroquias San Juan de Cerro Azul und Ayapamba (beide im Kanton Atahualpa), im Süden an die Parroquias Saracay und Piedras (beide im Kanton Piñas), im Westen an die Parroquia La Avanzada sowie im Norden an die Parroquia Bellamaría.

## Orte und Siedlungen
Neben dem Hauptort Torata gibt es in der Parroquia noch folgende Sitios: El Guayabo, El Playón, La Chilca und Sabayán.

## Geschichte
Die Parroquia Torata wurde am 18. August 1986 gegründet.